# Aladdin (film, 1986)
Pour les articles homonymes, voir Aladin.
Pour plus de détails, voir Fiche technique et Distribution.
Aladdin (Superfantagenio) est un film italien réalisé par Bruno Corbucci, sorti en 1986. Il s'agit d'une adaptation moderne du conte homonyme.

## Synopsis
À Miami, Albert "Al" Hadin, un jeune garçon travaille chez Tony la Brocante, un brocanteur, afin de se faire un peu d'argent de poche. Un jour, il découvre enfouie sous un tas de ferraille, une vieille lampe qu'il décide de nettoyer. Alors qu'il la frotte, sous ses yeux ébahis apparaît alors le Génie de la lampe, qui est capable d'exaucer tous les vœux d'Al Hadin ! Le seul problème : à la tombée de la nuit, les pouvoirs magiques du génie s'évanouissent, et devient un homme normal.

## Fiche technique
- Titre original : Superfantagenio
- Titre français : Aladdin
- Réalisation : Bruno Corbucci
- Scénario : Bruno Corbucci, Mario Amendola et Marcello Fondato d'après une histoire de  Elisa Briganti et Dardano Sacchetti
- Directeur de la photographie : Silvano Ippoliti
- Montage : Daniele Alabiso
- Musique : Luciano Sagoni
- Production : Menahem Golan et Yoram Globus
- Société de production : Cannon Group
- Langue : italien
- Genre :  Comédie, fantastique
- Durée : 95 minutes
- Dates de sortie :
  - Italie :     6 décembre 2005
  - États-Unis : avril 1987
  - France :     17 juillet 1987

## Distribution
- Bud Spencer (VF : Henry Djanik) : Eugène, le Génie de la lampe
- Luca Venantini (VF : Rachid Ferrache) : Al Haddin
- Julian Voloshin (VF : Maurice Chevit) : Jeremiah
- Diamy Spencer (VF : Agathe Mélinand) : Patricia O'Connor
- Janet Ågren : Janet Haddin
- Tony Adams (VF : Jean Lagache) : Monty Siracusa
- Fred Buck (VF : Pierre Fromont) : le sergent O'connor
- Venantino Venantini (VF : Sady Rebbot) : Puncher

## Autour du film
- Bien qu'italien, le film se déroule à Miami.
- Après le décès de Claude Bertrand en décembre 1986, Bud Spencer est ici doublé par Henry Djanik et ce, pour la quatrième fois après À l'aube du cinquième jour (1969), Les Anges mangent aussi des fayots (1972) et On m'appelle Malabar (1981).